# Martinstrompete

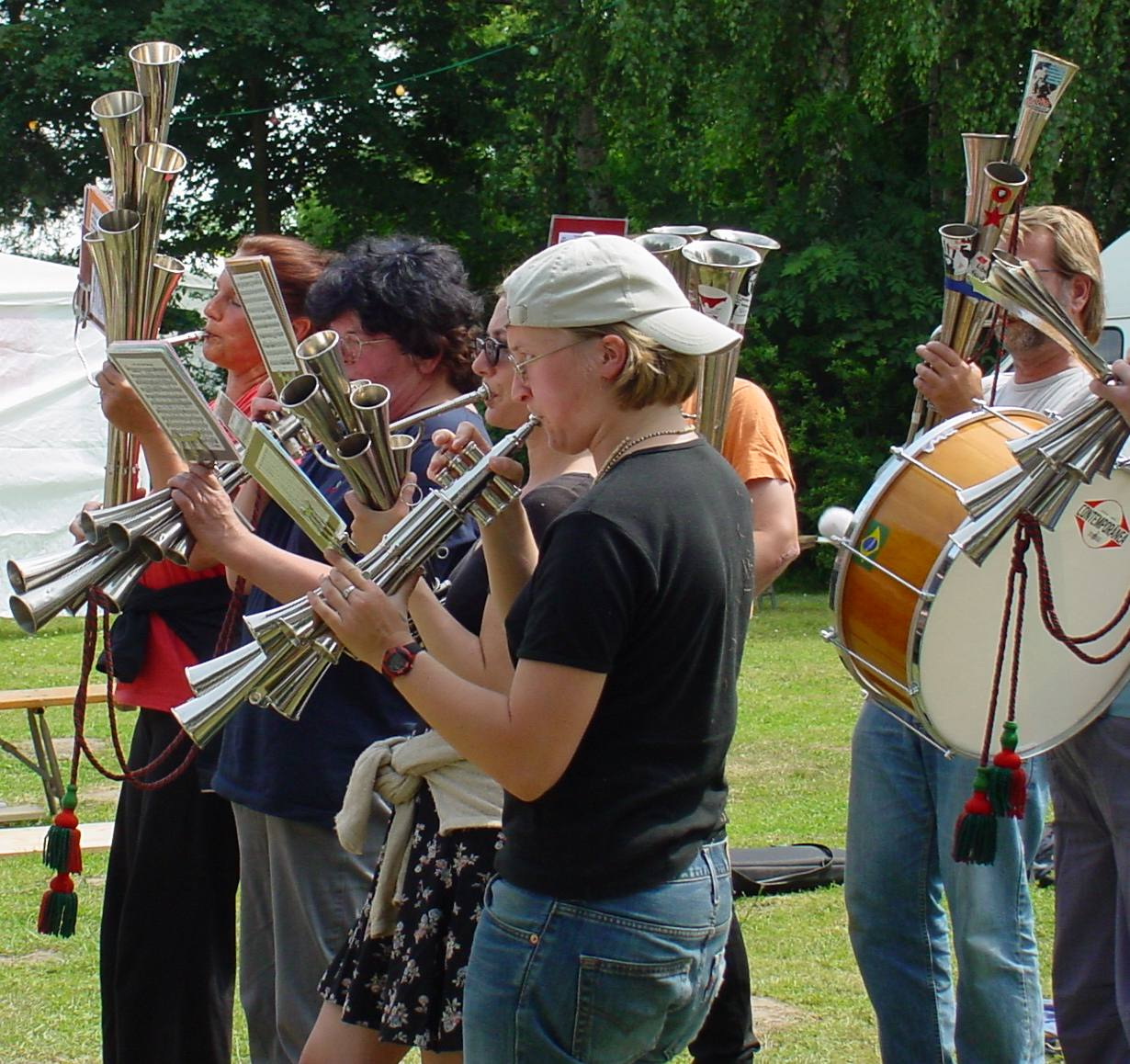
Schalmeienkapelle auf dem UZ-Pressefest 2003 in Dortmund

Die nach ihrem Erfinder Max B. Martin benannte Martinstrompete entstand Anfang des 20. Jahrhunderts als Signalinstrument und wird als eigenständiges Musikinstrument auch Schalmei genannt. Mit der Schalmei als historischem Doppelrohrblattinstrument ist das Einfachrohrblattinstrument instrumentenkundlich nicht verwandt, nur der durchdringende Klang hat gewisse Ähnlichkeiten.

## Tonerzeugung
Der Ton wird mit einer aufschlagenden Zunge durch Atemluftdruck des Bläsers erzeugt, eine Resonanzröhre mit angedeutetem Schallbecher dient unterstützend zur Erzeugung eines höhenmäßig definierten Tones, der auch dynamisch nicht verändert werden kann. Mitunter wird als Mundstück das einer Trompete verwendet, was physisch nicht notwendig ist, da die Lippen des Bläsers nicht wie bei Blechblasinstrumenten schwingen dürfen. Ebenso kann die Luft durch ein flaches, ovales, in den Mund genommenes Rohr geblasen werden.

## Instrumentenausführungen

### Signalinstrumente
Im einfachsten Fall hat das Rufhorn („Hupe“) nur einen Ton und benötigt damit, im Gegensatz zum mundangeblasenen zweitönigen Folgetonhorn, kein Umschaltventil. Da beide vordergründig als Signalhorn verwendet werden, gibt es auch Rufhörner mit zwei Tönen, die jedoch nur wenige Cent nebeneinanderliegend auf „Schwebung“ (auch Tremolo genannt) gestimmt sind und dadurch einen noch lauteren Höreindruck vermitteln.
In der frühen Zeit der „Automobilisten“ nach 1900 wurde die Ballhupe mit aufschlagender Tonzunge eingesetzt. Die Martin-Trompete als Vorgänger des automatischen Folgetonhorns wurde als sogenannte „Kaiserfanfare“ berühmt, deren Signal „bald hier, bald dort“ ein Fahrzeug der kaiserlichen Familie ankündigte.

### Musikinstrument
Martinstrompeten als Musikinstrumente entstanden ab 1905 und bestehen aus fünf bis sechzehn gebündelten Einzelhupen, die durch ein Ventilsystem jeweils eine oder drei Schallröhren mit der festgelegten Tonhöhe auswählen. Da das Instrument robust konstruiert ist, keine besondere Anblastechnik benötigt und nur geringe Notenkenntnisse voraussetzt, ist es ideal geeignet, auch von Anfängern erlernt und gespielt zu werden. Es gibt Instrumente, die nur Einzeltöne für Melodie und Nebenstimmen spielen können, und es gibt Begleitinstrumente, die zwischen zwei oder vier mehrtönigen Begleitakkorden wechseln können.

## Anwendung als Musikinstrument

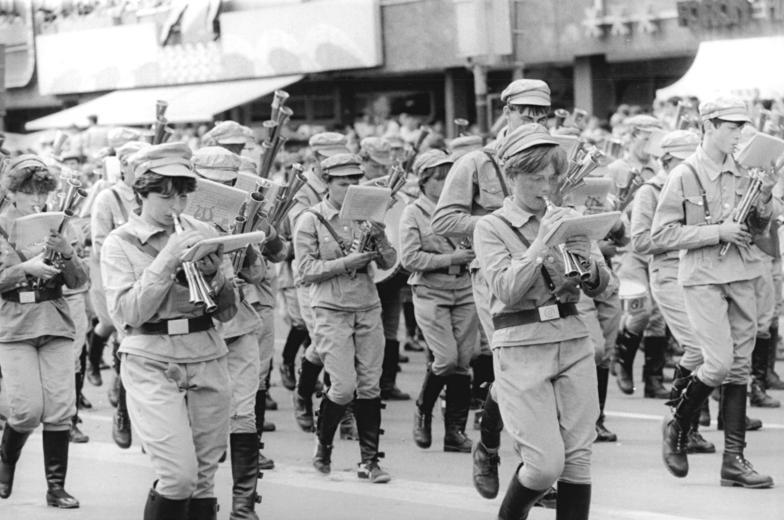
Schalmeienorchester der FDJ im Stil der 1920er Jahre, 1987

Ab 1920 begannen viele Turn- und Radfahrvereine sowie Freiwillige Feuerwehren sogenannte Martin-Kapellen zu gründen. Auch in der Arbeiterbewegung spielte die Martinstrompete als „Schalmei“ eine besondere Rolle. In den Bergmannsrevieren und Industrieballungsgebieten Deutschlands gründeten sich nach dem Ersten Weltkrieg Arbeitermusikvereine, die als „Schalmeienkapellen“ bei Demonstrationen und Kundgebungen der Arbeiterbewegung Arbeiterlieder spielten. Beim Roten Frontkämpferbund spielten die Schalmeien-Kapellen eine zentrale Rolle. Auch Erich Honecker spielte in seiner Jugend beim Roten Frontkämpferbund Schalmei – 1987 schenkte er dem westdeutschen Rockmusiker Udo Lindenberg ein Instrument als Reaktion auf dessen Geschenk einer Lederjacke.
Einzig Horst Wessel durchbrach mit einer Ausnahmegenehmigung seines Förderers Joseph Goebbels das linke Monopol und erstellte eine nationalsozialistische Schalmeien-Kapelle. Viele dieser Schalmeienkapellen wurden 1933 nach der Machtergreifung Hitlers aufgelöst, bildeten sich aber nach dem Zweiten Weltkrieg 1945 wieder neu.
Heute bestehen deutschlandweit viele Schalmeienkapellen, die sich in örtlichen Vereinen organisieren und öffentlich auf Festen und zu Umzügen (u. a. bei Fastnachtsveranstaltungen) musizieren. Begleitet werden die Schalmeien üblicherweise von Schlaginstrumenten verschiedener Größe und Querpfeifen.